# Алексије Фил
Алексије Фил (грч. Ἀλέξιος Φιλῆς) био је византијски племић и генерал из 13. века.
Био је син Теодора Фила, намесника Солуна и првог истакнутог члана породице Фил. Алексије се оженио Маријом Палеолог Кантакузин, другом ћерком Јована Кантакузина и Ирине-Евлогије, сестре цара Михаила VIII Палеолога (1259–1282).1259. године, византијски цар је именовао Фила за великог доместика (главног команданта војске) на том положају је заменио Алексија Стратигопула, који је унапређен у цезара после победа против Епирске деспотовине.
Године 1262/1263, Фил је заједно са паракоменом Јованом Макреном послат у Мореју, у поход против Ахајске кнежевине на челу са севастократором Константином Палеологом. Византијске снаге су поражене у бици код Принице, а након што је севастократор отишао у Цариград, Филе и Макрен су постављени на чело војске. Међутим, и они су поражени и заробљени од стране Ахајаца у бици код Макриплагија. Фил је убрзо умро у заточеништву.